# Laurens Straub
Laurens Straub (Doetinchem, 17 december 1944 – Berlijn, 19 april 2007) was een Nederlandse filmschrijver en producent. In 1963 verhuisde hij naar Duitsland, om in München een toneelschool te volgen. In de jaren 60 en 70 was hij werkzaam in de Duitse filmindustrie. Hij werkte toen samen met grote namen als Rainer Werner Fassbinder, Win Wenders en Werner Herzog. In 1970 richtte hij samen met enkele anderen het Filmverlag der Autoren op, een filmmakerscollectief dat zeer succesvol was voor de Duitse film.
In de jaren 80 produceerde Straub films met als onderwerp homoseksualiteit. De film Taxi zum Klo werd succesvol ontvangen en werd beloond met meerdere prijzen. 
In 1979 richtte Straub samen met Christian Friedel en Michael Pakleppa het bedrijf Filmwelt op, waarmee hij een aantal films in Duitsland distribueerde. Zo distribueerde hij My Beautiful Laundrette en Mona Lisa. In 1999 nam Straub het bedrijf geheel over. Eind jaren 90 was hij tevens producent van een aantal films, waaronder Das Trio (1998), Prüfstand 7 (2001) en Führer Ex (2002). 
In de nacht van 18 op 19 april 2007 stierf Straub aan de gevolgen van kanker. Zijn goede vriend componist Loek Dikker maakte dat nieuws op de 19e bekend.